# Sealand zászlaja
A Sealand Hercegség zászlaja vörös, fehér és fekete átlós sávokból áll, a hercegi család címerének megfelelően.
A hercegség címere a vörös sáv rúdrészén, egy fehér négyzetben helyezkedik el.